# 品川火力発電所
品川火力発電所（しながわかりょくはつでんしょ）は東京都品川区東品川5-6-22にあるJERAの天然ガス火力発電所。

## 概要
1960年に1号機が運転を開始、3号機までとガスタービン発電方式の1号ガスタービンが建設された。その後、設備の老朽化や電力需要の増加により、旧設備を廃止し新たにコンバインドサイクル発電方式の設備を建設し、2003年8月には1号系列全ての設備が運転を開始した。
当発電所は、2016年4月に東京電力から子会社の東京電力フュエル&パワーに移管された。2019年4月にはさらにJERAに移管された。
なお、かつて明治44年から関東大震災まで東京市が同名の発電所を所有していた。
2017年現在、燃料の都市ガスは東京ガスより購入して使用しているが、2020年4月以降は、東京電力フュエル&パワー・JXTGエネルギー・大阪ガスが共同で出資した都市ガス製造・供給事業者である扇島都市ガス供給からの供給を受ける予定。

## 発電設備
- 総出力：114万kW（2016年4月1日現在）[3]
- 敷地面積：約10万m2

1号系列
発電方式：1,300℃級改良型コンバインドサイクル発電(Advanced Combined Cycle)方式
定格出力：114万kW（38万kW × 3軸）
　ガスタービン：24.7万kW × 3軸
　蒸気タービン：13.3万kW × 3軸
使用燃料:都市ガス
熱効率：55.3%（低位発熱量基準）
営業運転開始
　1-1号：2001年7月12日
　1-2号：2002年3月6日
　1-3号：2003年8月20日

## 廃止された発電設備

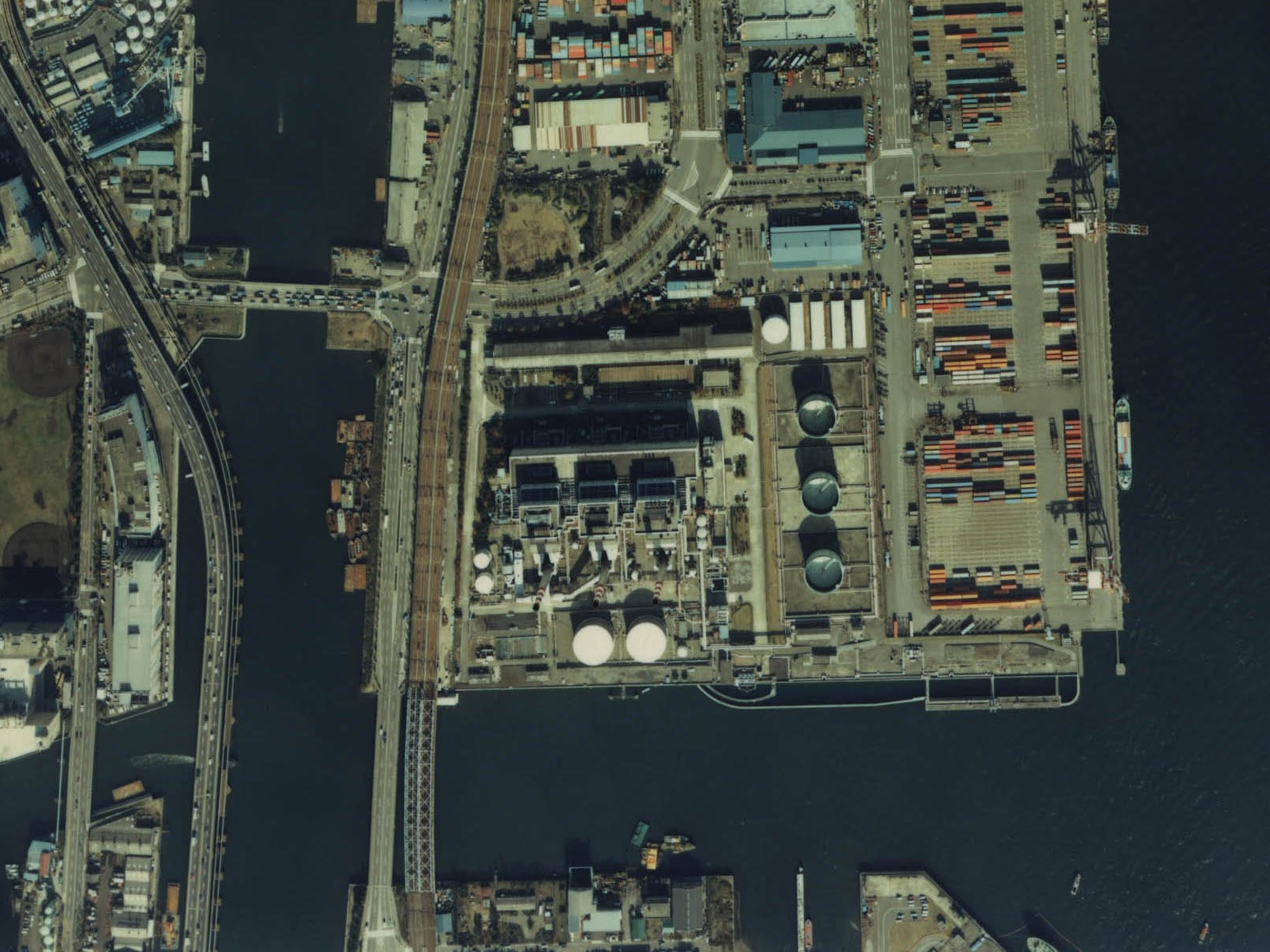
旧発電設備の空中写真。1984年撮影

当初、1～3号機の燃料は石炭であったが、後に原油に転換した。
- 総出力：40.5万kW[4]

（旧）1号機（廃止）
発電方式：汽力発電方式
定格出力：12.5万kW
使用燃料：原油（当初は石炭）
熱効率：37.2%（高位発熱量基準）
営業運転期間：1960年3月25日 - 1996年3月
（旧）2号機（廃止）
発電方式：汽力発電方式
定格出力：12.5万kW
使用燃料：原油（当初は石炭）
熱効率：37.2%（高位発熱量基準）
営業運転期間：1961年 - 1996年3月
（旧）3号機（廃止）
発電方式：汽力発電方式
定格出力：12.5万kW
使用燃料：原油（当初は石炭）
熱効率：37.2%（高位発熱量基準）
営業運転期間：1961年 - 1996年3月
（旧）1号ガスタービン（廃止）
発電方式：ガスタービン発電方式
定格出力：3万kW
使用燃料：原油
営業運転期間：1969年8月12日 - 1996年3月

## 登場作品
『東京湾炎上』（1975年）
ミニチュア特撮による爆破シーンが描写された。
同シーンは、『ゴジラvsキングギドラ』（1991年）などにも流用された。
『ゴジラvsデストロイア』（1995年）
デストロイアがゴジラジュニアとの戦いで品川火力発電所に突っ込み、爆発炎上した。